# لين ماكدونالد (سياسية)
لين ماكدونالد (بالإنجليزية: Lynn McDonald)‏ (من مواليد 15 يوليو 1940) هي أستاذة جامعية وناشطة مناخية وعضو سابق في البرلمان. وهي رئيسة سابقة للجنة العمل الوطنية حول وضع المرأة وكانت عضوًا في البرلمان عن الحزب الديمقراطي الجديد عن برودفيو - غرينوود من عام 1982 حتى عام 1988. ماكدونالد أستاذة متفرغة لعلم الاجتماع بجامعة جيلف.

## الحياة السياسية
كانت أول مرة ترشح فيها ماك دونالدزنفسها لمنصب عام خلال انتخابات المقاطعات عام 1981 عندما كانت مرشحة الحزب الديمقراطي الجديد في أونتاريو في ركوب أوريول في شمال يورك.
في العام التالي، دخلت السياسة الفيدرالية وانتُخبت في الانتخابات الفرعية التي أجريت لملء المنصب الشاغر الذي أحدثه رحيل بوب راي عن السياسة الفيدرالية لتولي قيادة الحزب الوطني الديمقراطي في أونتاريو. هزمت كبير مساعدي الحزب جيرالد كابلان في الاقتراع الثالث للفوز بترشيح الحزب الوطني الديمقراطي. في الانتخابات الفرعية هزمت محرر تورنتو صن السابق بيتر ورثينجتون، الذي كان يترشح كمستقل، بحوالي 2000 صوت. في الانتخابات الفيدرالية لعام 1984، زادت هامشها إلى أكثر من 3500 صوت مرة أخرى متغلبًا على ورثينجتون التي كانت ترشح نفسها كمرشح رسمي من حزب المحافظين التقدمي.
دافعت ماك دونالد عن مساواة المرأة داخل وخارج البرلمان (كانت أول عضوة في البرلمان تُخاطب بصفتها السيدة) وكانت إحدى مؤسسي لجنة أونتاريو المعنية بوضع المرأة 1971، التي مارست الضغط من أجل تنفيذ تدابير تقرير اللجنة الملكية حول وضع المرأة في كندا (الذي قدمت له موجزًا).
كرئيسة للجنة العمل الوطني حول وضع المرأة، في عام 1980، قدمت موجز المنظمة عن حقوق المساواة إلى اللجنة المشتركة لمجلس الشيوخ ومجلس العموم بشأن ميثاق الحقوق.
كانت ماك دونالد أيضًا معارضًا بارزًا للتدخين. لقد كسبت عداوة صناعة التبغ من خلال نقل مشروع قانون لأحد الأعضاء لتقييد التدخين وحظر الإعلان عن التبغ ورعايته.
نجحت في اعتماد قانون صحة غير المدخنين، كمشروع قانون خاص في عام 1988، وهو أول تشريع في العالم لإنشاء أماكن عمل وأماكن عامة خالية من التدخين. كان مشروع القانون يحظر أيضًا الإعلان عن التبغ ورعايته وينظم مبيعات منتجات التبغ المدرجة بموجب قانون المنتجات الخطرة. 
تم إدراج مشروع قانون ماك دونالدز في القائمة المختصرة من قبل لجنة برلمانية للمناقشة على أرضية المجلس ونجح في الفوز بدعم متزايد من أعضاء البرلمان من جميع جوانب مجلس العموم حيث ضغطت المجموعات الصحية لصالحه. في 22 أبريل 1987، قبل عشرة أيام من التصويت على القراءة الثانية المقرر لمشروع القانون، أعلن وزير الصحة جيك إيب عن نية الحكومة تقديم مشروع قانون يحظر الإعلان عن التبغ ورعايته ويعزز التحذيرات الصحية على عبوات السجائر. أعلنت الحكومة أيضًا أنها ستحظر التدخين في المباني الحكومية وتقييده في أماكن العمل الأخرى الخاضعة للتنظيم الفيدرالي.
على الرغم من الضغط المكثف من قبل صناعة التبغ، تم تمرير كل من مشروع قانون ماك دونالدز ومشروع بيل إيب من قبل البرلمان ومنح الموافقة الملكية في 28 يونيو 1988. يرجع الفضل في الضغط حول مشروع قانون ماكدونالدز إلى إعطاء إيب الدافع السياسي لتقديم تشريعاته الخاصة. تم تمرير مشروع قانون ماك دونالدز في تصويت حر على الرغم من حقيقة أن كل عضو في مجلس الوزراء حاضر في مجلس النواب صوت ضده.
هُزمت ماك دونالد في الانتخابات الفيدرالية عام 1988 على يد الليبرالي دينيس ميلز بأغلبية 1200 صوت. حاولت العودة ضد ميلز في الانتخابات الفيدرالية عام 1993، لكنها هُزمت بما يقرب من 10000 صوت مع انهيار الدعم للحزب الوطني الديمقراطي في جميع أنحاء البلاد.
منذ ذلك الحين نشطت ماك دونالد في القضايا البيئية، في البداية مع الحملة من أجل التخلص التدريجي النووي، ولاحقًا كمؤسس مشارك لـ فقط الأرض:  تحالف من أجل العدالة البيئية،  الذي يعمل على تغير المناخ. كانت عضوا في مجلس إدارة شبكة العمل المناخي 2010-2014.
قامت ماك دونالد، المؤسس المشارك للتحالف الانتخابي الكندي، بحملة لمثل هذا التحالف من أجل الانتخابات الفيدرالية لعام 2015، والتي من شأنها أن تؤدي إلى اعتماد التمثيل النسبي على المستوى الفيدرالي.
ماك دونالد هي أيضًا أحد مؤسسي حملة إلغاء الحبس الانفرادي.
تم تسميتها عضوًا في وسام كندا في عام 2015. 

## كتاباتها
ماك دونالد هي مؤلفه عدد من الكتب والمقالات العلمية بما في ذلك الأصول المبكرة للعلوم الاجتماعية (مونتريال: مطبعة جامعة ماكجيل كوينز، 1993)، و مؤسسات العلوم الاجتماعية (أوتاوا: مطبعة جامعة كارلتون، 1994)، و المنظرون في المجتمع والسياسة (واترلو: مطبعة جامعة ويلفريد لوريير 1998). وهي مديرة "الأعمال المجمعة لفلورنس نايتنجيل"، وهي طبعة مكونة من 16 مجلدًا من كتب ومقالات وكتيبات ومراسلات لم تُنشر من قبل، تم جمعها من أكثر من 200 أرشيف حول العالم. بدأ النشر، من قبل مطبعة جامعة ويلفريد لوريير، بالمجلد الأول في عام 2001، وانتهى بالمجلد 16 في عام 2012. 
ماك دونالد هي المؤسس المشارك لجمعية العندليب التي تروج لإرث فلورنس نايتنجيل.

### المنشورات الحديثة
لين ماك دونالد، فلورنس نايتنجيل في First Hand (لندن: بلومزبري وواترلو: مطبعة جامعة ويلفريد لوريير، 2010).
لين ماك دونالد، فلورنس نايتنجيل: تاريخ موجز للغاية (لندن: SPCK 2017)
لين ماك دونالد، فلورنس نايتنجيل، التمريض والرعاية الصحية اليوم (نيويورك: سبرينغر 2018).